# 歡喜傳媒
欢喜传媒集团有限公司（英語：Huanxi Media Group Limited，港交所：1003），是中国的影视制作及发行商，由董平、宁浩、徐峥、项绍琨于2015年联合创办。欢喜传媒采用导演合伙人制度，引入众多知名电影导演担任公司股东。

## 历史
2015年，阿里影业前主席董平与宁浩、徐峥、项绍琨等创办欢喜传媒，并通过收购港股公司「樂家集團控股有限公司」借壳上市。 2016年，欢喜传媒通过定向增发股份，引入王家卫、陈可辛、顾长卫、张一白四位股东导演。
2017年，欢喜传媒旗下新媒体播放平台「欢喜首映」上线。
2018年5月，欢喜传媒宣布与著名导演张艺谋签约，张艺谋将为欢喜传媒执导三部影视剧，欢喜传媒则为其提供5%股权和1亿元项目基金。
2018年7月，欢喜传媒获猫眼娱乐注资9.5亿港币，认购其15%股份，猫眼娱乐将获得欢喜传媒影视剧项目的投资权及独家宣发权。
2020年大年三十，欢喜传媒宣布原春节档电影《囧妈》将于2020年春节在字节跳动旗下平台与欢喜首映上免费播出，成为中国电影界第一家打破电影院线发行模式的电影公司。
2020年8月，欢喜传媒获哔哩哔哩以5.13亿港币入股，交易后将持有9.9%股份，哔哩哔哩弹幕网将增设专区播放「欢喜首映」内容。
2021年6月，欢喜传媒宣布与黄渤及瀚纳影视签约，合作投资及开发影视项目。

## 主要影视作品

### 电影
- 《港囧》
- 《后来的我们》
- 《我不是药神》
- 《江湖儿女》
- 《疯狂的外星人》
- 《一秒钟》
- 《囧妈》
- 《夺冠》
- 《满江红》
- 《学爸》
- 《红毯先生》

### 网络剧
- 《风犬少年的天空》